# Inżynieria bezpieczeństwa
Inżynieria bezpieczeństwa – dyscyplina nauk technicznych, obejmująca swoim zakresem przedsięwzięcia inżynierskie ukierunkowane na rozwiązywanie problemów związanych z przeciwdziałaniem zagrożeniom dla ogółu ludzkości, środowiska naturalnego oraz dóbr cywilizacyjnych, wynikających z działalności ludzkiej (katastrofy antropogeniczne) oraz zjawisk naturalnych (klęski żywiołowe).